# Veszprémi járás
A Veszprémi járás Veszprém vármegyéhez tartozó járás Magyarországon, amely 2013-ban jött létre. Székhelye Veszprém. Területe 629,61 km², népessége 82 353 fő, népsűrűsége pedig 131 fő/km² volt 2013 elején. 2013. július 15-én két város (Veszprém és Herend) és 17 község tartozott hozzá.
A Veszprémi járás a járások 1983. évi megszüntetéséig is létezett, és székhelye az állandó járási székhelyek kijelölése (1886) óta mindvégig Veszprém volt.

## Települései
| Település           | Rang (2013. július 15.)         | Közös hivatal | Kistérség (2013. január 1.) | Népesség (2023. január 1.) | Terület (km²) |
| ------------------- | ------------------------------- | ------------- | --------------------------- | -------------------------- | ------------- |
| Veszprém            | megyeszékhely megyei jogú város | Veszprém      | Veszprémi                   | 55 910                     | 126,9         |
| Herend              | város                           |               | Veszprémi                   | 3 362                      | 19,56         |
| Bánd                | község                          | Márkó         | Veszprémi                   | 680                        | 9,84          |
| Barnag              | község                          | Tótvázsony    | Veszprémi                   | 121                        | 12,01         |
| Eplény              | község                          | Veszprém      | Zirci                       | 506                        | 8,28          |
| Hajmáskér           | község                          | Hajmáskér     | Veszprémi                   | 2 902                      | 38,14         |
| Hárskút             | község                          | Márkó         | Veszprémi                   | 662                        | 34,46         |
| Hidegkút            | község                          | Tótvázsony    | Veszprémi                   | 457                        | 13,58         |
| Márkó               | község                          | Márkó         | Veszprémi                   | 1 805                      | 34,41         |
| Mencshely           | község                          | Nagyvázsony   | Veszprémi                   | 285                        | 12,61         |
| Nagyvázsony         | község                          | Nagyvázsony   | Veszprémi                   | 1 675                      | 76,29         |
| Nemesvámos          | község                          | Nemesvámos    | Veszprémi                   | 2 927                      | 40,78         |
| Pula                | község                          | Nagyvázsony   | Veszprémi                   | 178                        | 14,64         |
| Sóly                | község                          | Hajmáskér     | Veszprémi                   | 544                        | 10,28         |
| Szentgál            | község                          |               | Veszprémi                   | 2 598                      | 95,02         |
| Szentkirályszabadja | község                          |               | Balatonalmádi               | 2 013                      | 22,38         |
| Tótvázsony          | község                          | Tótvázsony    | Veszprémi                   | 1 411                      | 42,5          |
| Veszprémfajsz       | község                          | Nemesvámos    | Veszprémi                   | 265                        | 11,74         |
| Vöröstó             | község                          | Tótvázsony    | Veszprémi                   | 89                         | 6,19          |